# Wieża ciśnień w Białowieży
Wieża ciśnień w Białowieży – wieża ciśnień, znajdująca się w Białowieży przy stacji kolejowej Białowieża Towarowa, wybudowana w 1903 roku na potrzeby przyjazdów cara Mikołaja II. Car jednak wysiadał z pociągu na odległej o 2 km stacji Białowieża Pałac, a ta stacja służyła do wyładunku towarów i zawracania pociągów. Do lat 90. XX w. obsługiwała linie lokalne oraz pociągi dalekobieżne z Warszawy i Białegostoku.
Od 1988 roku obiekt figuruje w Rejestrze Zabytków. Od 1993 obiekt niszczał nieużywany. Po remoncie w latach 2004–2008 mieszczą się w nim dwa dwukondygnacyjne apartamenty, wyposażone w zabytkowe meble, lampy, obrazy i fotografie. Wieżę oplatają ażurowe żeliwne schody, prowadzące do jednego z apartamentów.